# Alava
Alava (łac. Dioecesis Alavensis) – stolica historycznej diecezji w metropolii Tarragona istniejącej od 870 roku, a włączonej w 1088 w skład diecezji Naiera. 
Współcześnie prowincja Araba we wspólnocie autonomicznej Kraj Basków w Hiszpanii. Obecnie katolickie biskupstwo tytularne ustanowione w 1969 przez papieża Pawła VI. 

## Biskupi tytularni
| Lp. | Biskup                     | Funkcja                                     | Od                | Do               |
| --- | -------------------------- | ------------------------------------------- | ----------------- | ---------------- |
| 1   | Stanisław Smoleński        | biskup pomocniczy krakowski                 | 14 stycznia 1970  | 8 sierpnia 2006  |
| 2   | Mario Iceta                | biskup pomocniczy Bilbao (Hiszpania)        | 5 lutego 2008     | 24 sierpnia 2010 |
| 3   | Nelson Francelino Ferreira | biskup pomocniczy Rio de Janeiro (Brazylia) | 24 listopada 2010 | 12 lutego 2014   |
| 4   | Carlos Lema Garcia         | biskup pomocniczy São Paulo (Brazylia)      | 30 kwietnia 2014  |                  |